# Long Khê
Long Khê là một xã thuộc huyện Cần Đước, tỉnh Long An, Việt Nam.

## Địa lý
Xã Long Khê nằm ở phía bắc huyện Cần Đước, có vị trí địa lý:
- Phía đông giáp xã Long Trạch
- Phía tây giáp huyện Bến Lức và xã Phước Vân
- Phía nam giáp xã Long Hòa
- Phía bắc giáp huyện Cần Giuộc.

Xã có diện tích 7,70 km², dân số năm 1999 là 6.443 người, mật độ dân số đạt 837 người/km².

## Hành chính
Xã Long Khê được chia thành 4 ấp: 1, 2, 3, 4.